# Forte Presanella
Il forte Presanella o anche chiamato forte dei Pozzi-Alti (ted. Werk Presanella) è un forte austro-ungarico costruito per difendere i confini dell'Impero austro-ungarico. Il forte appartiene allo "Sbarramento Tonale" del "Subrayon II" del grande sistema di fortificazioni austriache al confine italiano.

## Storia

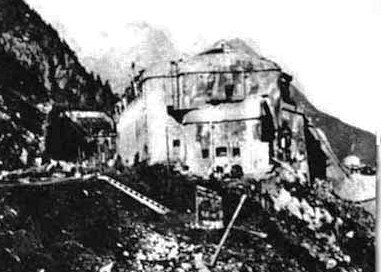
Il forte visto da est

Il forte è accessibile dopo aver percorso circa 8 chilometri a sud-est dalla frazione Velon di Vermiglio, sulla parte orientale della vallata.
Il forte fu costruito tra novembre 1906 e il 1912 con il fine di sbarrare la strada della Val di Sole, assieme al dirimpettaio forte Saccarana. Fu costruito quindi su lato destro della valle, ad una quota di 1.880 metri.
Sopra al forte un muraglione proteggeva da eventuali slavine. Anche questo forte è oggetto di alcuni restauri negli ultimi anni.

## Armamento principale
Principalmente il forte era dotato di tre obici da 100 mm, alloggiati in cupole corazzate girevoli M09 (TH2-4) aventi un interasse di 16,8 metri.

## Armamento secondario

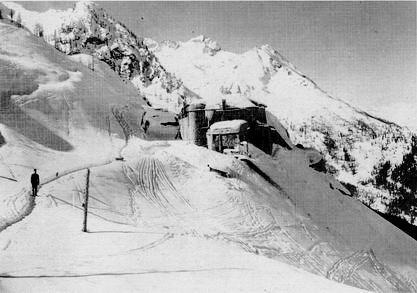
Il forte in inverno

Inoltre il forte era armato da due cannoni M05 da 80 mm, alloggiati in casematte corazzate (KP5 e KP6), oltre a 15 mitragliatrici M07/12 Schwarzlose da 8 mm.